# NGC 884
NGC 884 es un cúmulo abierto localizado a 7600 años luz en la constelación de Perseo. El cúmulo tiene una edad aproximada de 12.5 millones de años. Es el más oriental del Cúmulo Doble con NGC 869. Localizados en la asociación OB1 Perseus, ambos cúmulos están físicamente uno cerca del otro, a solo unos cientos de años luz de distancia. Los cúmulos fueron registrados por primera vez por Hiparco de Nicea, pero es probable que se conozcan desde la antigüedad.
El Doble Cúmulo es un favorito de los astrónomos aficionados. Estos cúmulos brillantes a menudo se fotografían o se observan con pequeños telescopios. Fáciles de encontrar, son visibles a simple vista entre las constelaciones de Perseo y Casiopea como una mancha brillante en el cielo de invierno de la Vía Láctea.
Con pequeños telescopios el cúmulo aparece como un hermoso conjunto de estrellas brillantes localizadas en un rico campo estelar. Dominado por estrellas azules brillantes el cúmulo también alberga unas cuantas estrellas naranjas que añaden interés visual. Ambos cúmulos juntos ofrecen una vista espectacular a pocos aumentos. A veces se le conoce como χ Per aunque probablemente esta denominación se refiere a ambos cúmulos.